# Campeonato Europeo Femenino Sub-17 de la UEFA 2024
El Campeonato Europeo Femenino Sub-17 de la UEFA 2024  (también conocido como Eurocopa Femenina Sub-17 2024) fue la decimoquinta edición del Campeonato Europeo Femenino Sub-17 de la UEFA, el campeonato internacional anual de fútbol juvenil organizado por la UEFA para la selección nacional femenina sub-17.
Suecia albergó el torneo final con un total de ocho equipos.
Este torneo también funcionó como clasificatorio de la UEFA para la Copa Mundial Femenina de Fútbol Sub-17 de 2024 en la República Dominicana, con el ganador, el subcampeón y el tercer clasificado como representantes de la UEFA.

## Clasificación
.
El Comité Ejecutivo de la UEFA aprobó el 18 de junio de 2020 un nuevo formato de clasificación para el Campeonato Femenino Sub-17 y Sub-19 a partir de 2022. La competición de clasificación se jugó en dos rondas, con equipos divididos en dos ligas, con ascenso y descenso entre ligas después de cada ronda similar a la Liga de las Naciones de la UEFA.
Un total de 50 (de 55) naciones de la UEFA participaron en la competición de clasificación, y la anfitriona Suecia también compite a pesar de que ya se clasificó automáticamente, y siete equipos se clasificaron para la fase final del torneo al final de la segunda ronda para unirse a la anfitriona. El sorteo de la primera ronda se llevó a cabo el 14 de agosto de 2023, en la sede de la UEFA en Nyon, Suiza.

## Equipos clasificados
Los siguientes equipos se clasificaron para el torneo final.
| Equipo     | Método de clasificación | Apariciones | Última aparición | Mejor rendimiento previo                       |
| ---------- | ----------------------- | ----------- | ---------------- | ---------------------------------------------- |
| Suecia     | Anfitrión               | 3º          | 2023             | Subcampeón 2013                                |
| Portugal   | Ganador Grupo A2        | 3º          | 2019             | Semifinales (2019)                             |
| Bélgica    | Ganador Grupo A3        | 2º          | 2013             | Cuarto puesto (2013)                           |
| Inglaterra | Ganador Grupo A6        | 9º          | 2023             | Tercer puesto (2016), Semifinales (2023)       |
| Noruega    | Ganador Grupo A4        | 6º          | 2022             | Tercer puesto (2009, 2016), Semifinales (2017) |
| Polonia    | Ganador Grupo A7        | 4º          | 2023             | Campeón (2013)                                 |
| España     | Ganador Grupo A5        | 13º         | 2023             | Campeón 2010, 2011, 2015, 2018                 |

## Sedes
| Klostergårdens IP | Malmö IP         |
| Capacidad: 3.650  | Capacidad: 7.600 |
|                   |                  |

## Sorteo
El sorteo se realizó el 26 de marzo de 2024.

## Fase de grupos

### Grupo A
| Equipo     | Pts | PJ | PG | PE | PP | GF | GC | Dif |
| ---------- | --- | -- | -- | -- | -- | -- | -- | --- |
| Inglaterra | 9   | 3  | 3  | 0  | 0  | 9  | 1  | +8  |
| Francia    | 6   | 3  | 2  | 0  | 1  | 11 | 3  | +8  |
| Noruega    | 3   | 3  | 1  | 0  | 2  | 2  | 11 | -9  |
| Suecia     | 0   | 3  | 0  | 0  | 3  | 3  | 10 | -7  |

| 5 de mayo de 2024 | Inglaterra                               | 3:0 (2:0) | Noruega | Klostergårdens IP, Lund, Suecia |                          |
| 13:00             | - Parkinson 6' - Harbert 12' - Brown 48' | Reporte   |         | Árbitra: Fabienne Michel        | Árbitra: Fabienne Michel |

| 5 de mayo de 2024 | Suecia                           | 2:3 (0:1) | Francia                                    | Malmö IP, Malmö, Suecia   |                           |
| 15:30             | - Schröder 78' - Bartholdson 86' | Reporte   | - Ebayilin 18' - Rouquet 53' - Adedini 89' | Árbitra: Martina Molinaro | Árbitra: Martina Molinaro |

| 8 de mayo de 2024 | Noruega | 0:8 (0:4) | Francia                                                                         | Malmö IP, Malmö, Suecia |                        |
| 15:30             |         | Reporte   | - Gay 24' - Bironien 26', 35' - Chabod 37' - Adedini 77', 88', 90+2' - Tene 87' | Árbitra: Cansu Tiryaki  | Árbitra: Cansu Tiryaki |

| 8 de mayo de 2024 | Suecia      | 1:5 (1:5) | Inglaterra                                          | Klostergårdens IP, Lund, Suecia |                            |
| 18:30             | Schröder 6' | Reporte   | - Oboavwoduo 5' - Junaid 20' - Fisher 26', 29', 35' | Árbitra: Michaela Pachtová      | Árbitra: Michaela Pachtová |

| 11 de mayo de 2024 | Noruega                           | 2:0 (1:0) | Suecia | Malmö IP, Malmö, Suecia |                       |
| 15:30              | - Broman 42' (a.g.) - Ulstein 82' | Reporte   |        | Árbitra: Lotta Vuorio   | Árbitra: Lotta Vuorio |

| 11 de mayo de 2024 | Francia | 0:1 (0:0) | Inglaterra | Klostergårdens IP, Lund, Suecia |                          |
| 15:30              |         | Reporte   | Brown 81'  | Árbitra: Miriama Bočková        | Árbitra: Miriama Bočková |

### Grupo B
| Equipo   | Pts | PJ | PG | PE | PP | GF | GC | Dif |
| -------- | --- | -- | -- | -- | -- | -- | -- | --- |
| España   | 9   | 3  | 3  | 0  | 0  | 9  | 0  | +9  |
| Polonia  | 4   | 3  | 1  | 1  | 1  | 2  | 2  | 0   |
| Portugal | 4   | 3  | 1  | 1  | 1  | 2  | 4  | -2  |
| Bélgica  | 0   | 3  | 0  | 0  | 3  | 0  | 7  | -7  |

| 6 de mayo de 2024 | Polonia     | 1:0 (1:0) | Bélgica | Klostergårdens IP, Lund, Suecia |                          |
| 15:30             | Związek 31' | Reporte   |         | Árbitra: Miriama Bočková        | Árbitra: Miriama Bočková |

| 6 de mayo de 2024 | España                                 | 3:0 (0:0) | Portugal | Malmö IP, Malmö, Suecia |                       |
| 18:30             | - Segura 69' - Cerrato 77', 82' (pen.) | Reporte   |          | Árbitra: Deborah Anex   | Árbitra: Deborah Anex |

| 9 de mayo de 2024 | Bélgica | 0:1 (0:0) | Portugal                 | Malmö IP, Malmö, Suecia |                       |
| 13:00             |         | Reporte   | Mélanie Florentino 90+3' | Árbitra: Lotta Vuorio   | Árbitra: Lotta Vuorio |

| 9 de mayo de 2024 | España    | 1:0 (0:0) | Polonia | Klostergårdens IP, Lund, Suecia |                     |
| 15:30             | Gómez 87' | Reporte   |         | Árbitra: Oxana Cruc             | Árbitra: Oxana Cruc |

| 12 de mayo de 2024 | Bélgica | 0:5 (0:0) | España                                                   | Klostergårdens IP, Lund, Suecia |                          |
| 15:30              |         | Reporte   | - Cerrato 69', 79' - Gómez 84' - Calo 87' - Segura 90+4' | Árbitra: Fabienne Michel        | Árbitra: Fabienne Michel |

| 12 de mayo de 2024 | Portugal          | 1:1 (0:1) | Polonia         | Malmö IP, Malmö, Suecia    |                            |
| 15:30              | Joana Valente 49' | Reporte   | Araśniewicz 13' | Árbitra: Michaela Pachtová | Árbitra: Michaela Pachtová |

## Fase final
|  | Semifinales        | Semifinales |                    |   | Final | Final |
|  |                    |             |                    |   |       |       |
|  | 15 de mayo de 2024 |             |                    |   |       |       |
|  |                    |             |                    |   |       |       |
|  | Inglaterra         | 2           |                    |   |       |       |
|  | Inglaterra         | 2           | 18 de mayo de 2024 |   |       |       |
|  | Polonia            | 0           |                    |   |       |       |
|  | Polonia            | 0           | Inglaterra         | 0 |       |       |
|  | 15 de mayo de 2024 |             | Inglaterra         | 0 |       |       |
|  |                    | España      | 4                  |   |       |       |
|  | España             | España      | 4                  | 6 |       |       |
|  | España             |             |                    | 6 |       |       |
|  | Francia            | 1           |                    |   |       |       |
|  | Francia            | 1           | Tercer lugar       |   |       |       |
|  |                    |             |                    |   |       |       |
|  | 18 de mayo de 2024 |             |                    |   |       |       |
|  |                    |             |                    |   |       |       |
|  | Polonia (p.)       | 2 (4)       |                    |   |       |       |
|  | Polonia (p.)       | 2 (4)       |                    |   |       |       |
|  | Francia            | 2 (2)       |                    |   |       |       |

### Semifinales
| 15 de mayo de 2024 | España                                                    | 6:1 (6:0) | Francia        | Klostergårdens IP, Lund, Suecia |                        |
| 15:30              | - Segura 3' - Gómez 6' - Calo 15', 28' - Cerrato 18', 31' | Reporte   | Abdourahim 59' | Árbitra: Cansu Tiryaki          | Árbitra: Cansu Tiryaki |

| 15 de mayo de 2024 | Inglaterra                | 2:0 (2:0) | Polonia | Malmö IP, Malmö, Suecia |                       |
| 18:30              | - Peacock 29' - Jones 34' | Reporte   |         | Árbitra: Deborah Anex   | Árbitra: Deborah Anex |

### Tercer puesto
| 18 de mayo de 2024 | Polonia                                             | 2:2 (1:2) (4:2 p.)         | Francia                           | Klostergårdens IP, Lund, Suecia |                           |
| 13:00              | - Związek 10' - Łapińska 80'                        | Reporte                    | Rouquet 11', 40'                  | Árbitra: Martina Molinaro       | Árbitra: Martina Molinaro |
|                    |                                                     | Tiros desde el punto penal |                                   |                                 |                           |
|                    | - Łapińska - Witek - Witkowska - Wyrwas - Piekarska |                            | - Gay - Ouazar - Rouquet - Chabod |                                 |                           |

### Final
| 18 de mayo de 2024 | Inglaterra | 0:4 (0:2) | España                                                | Malmö IP, Malmö, Suecia    |                            |
| 17:00              |            | Reporte   | - Cerrato 41' - Maltby 45+1' (a.g.) - Segura 59', 67' | Árbitra: Michaela Pachtová | Árbitra: Michaela Pachtová |

|                           |
| Bandera de España         |
| Campeón España 5.º título |

## Clasificados aRepública Dominicana 2024
| Bandera de España | Bandera de Inglaterra | Bandera de Polonia |
| España            | Inglaterra            | Polonia            |
| ----------------- | --------------------- | ------------------ |